# Kapernaumkirche (Berlin)
Die evangelische Kapernaumkirche ist ein Kirchengebäude im Ortsteil Wedding des Berliner Bezirks Mitte. Sie wurde zu Beginn des 20. Jahrhunderts auf einem rund 2300 Quadratmeter großen Grundstück des Grafen Eduard Karl von Oppersdorff errichtet. Nach Einweihung des Gotteshauses und Fertigstellung des Gemeindehauses übereignete der Graf den Grund und Boden der neuen Kirchengemeinde, die sich den Namen Kapernaum gegeben hatte. Die Kirche an der Seestraße Ecke Antwerpener Straße steht mit dem benachbarten Gemeindehaus unter Denkmalschutz.

## Baugeschichte

### Planungsarbeiten
Die schnelle Industrieansiedlung an den Randgebieten von Berlin führte zur rasch wachsenden Berliner Bevölkerung und zunehmendem Wohnbedarf. Für die Christen wurden allerorten auch neue Kirchengebäude gebraucht. Der in Berlin auf Anregung der Kaiserin Auguste Viktoria im Jahr 1890 gegründete Evangelische Kirchenbauverein unterstützte die Aktivitäten zur Errichtung weiterer Gotteshäuser. Graf Karl von Oppersdorff (Hauptwohnsitz in Baden bei Wien) besaß gegen Ende des 20. Jahrhunderts größere Areale in Wedding, unter anderem an der Müllerstraße 137 und entlang der Seestraße. In Erwartung eines gewinnbringenden Verkaufs seines Baugeländes um eine prächtige steinerne Kirche bot er der Nazareth-Gemeinde eine Fläche für den Bau eines Kirchengebäudes samt einem größeren Geldbetrag als Schenkung an. Seine Bedingung lautete, dass der Kirchbau bis spätestens zum 1. Oktober 1897 zu beginnen sei.
Den Auftrag zum Entwurf des Kirchengebäudes erhielt Karl Siebold, Bauamtsmann in den Bodelschwinghschen Anstalten bei Bielefeld, im Jahr 1896. Er kombinierte Teile der Christuskirche in Hagen-Eilpe, Teile von St. Aposteln und Groß St. Martin aus Köln sowie von St. Maria Himmelfahrt in Andernach miteinander. Der Rückgriff auf bereits realisierte Gebäude verringerte den Planungsaufwand, dessen wesentlicher Anteil die Anpassung an den Standort in Berlin ausmachte.

### Errichtung und Einweihung 1902

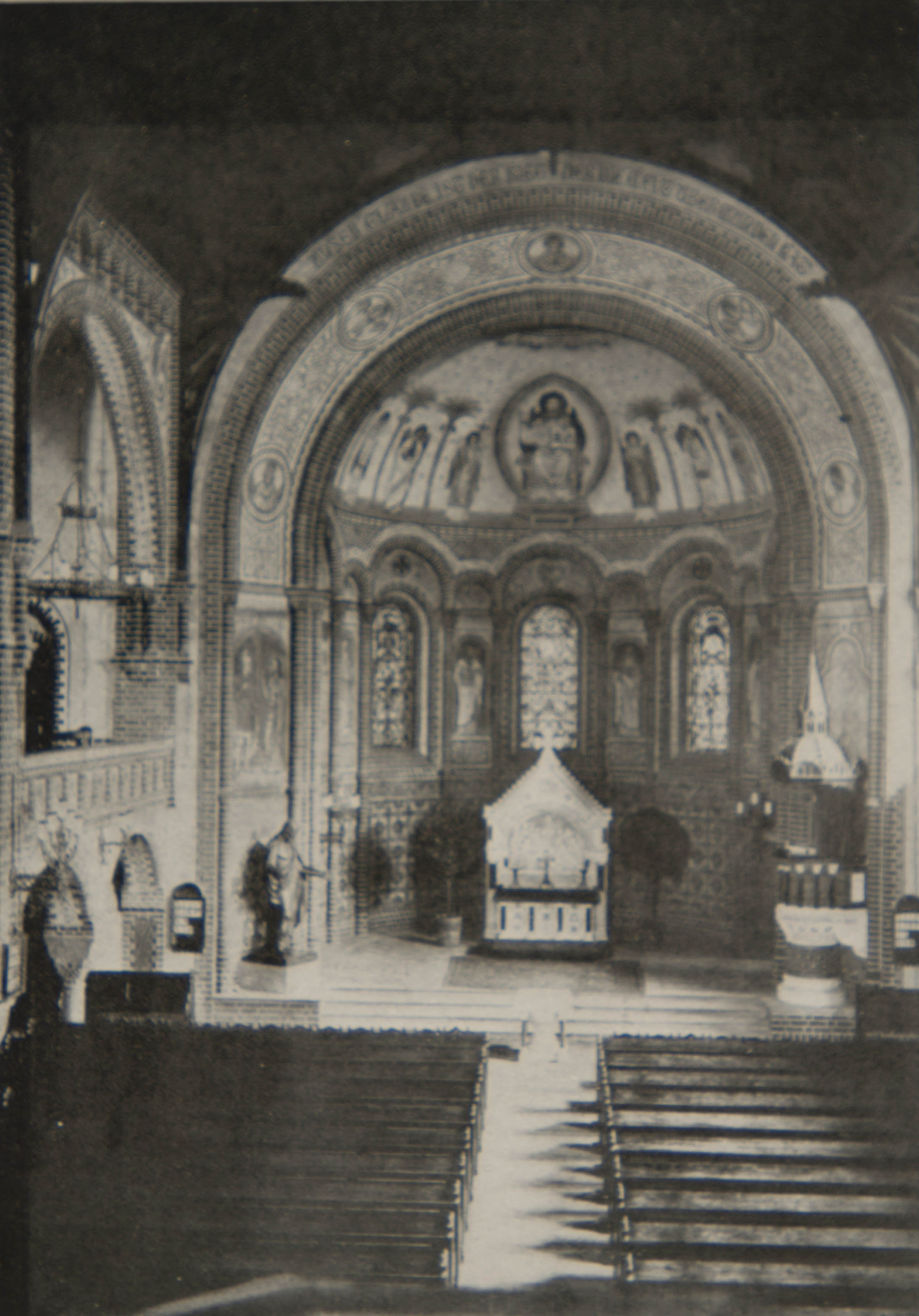
Innenraum vor 1944

Für die Bauausführung beauftragte das Kirchenamt den Baumeister Carl Kuhn. Die ebenfalls in Kirchenbauangelegenheiten tätige Berliner Architektengemeinschaft Georg Dinklage, Ernst Paulus und Olaf Lilloe schuf zwischen 1909 und 1911 das benachbarte Gemeindehaus an der Seestraße. Mit Rundbögen, Lisenen und Erkern gestaltet und dem Kirchengebäude angebaut, verbindet es die Kirche und ein benachbartes Wohnhaus. Eine breite Tordurchfahrt führt auf den Hof der Kirchengemeinde.
Die Grundsteinlegung an der Seestraße, an der Ecke Straße XVI des Bebauungsplans (spätere Antwerpener Straße), erfolgte am 30. September 1897, überhastet und wenig feierlich – nämlich einen Tag vor Fristablauf für die Grundstücks-Schenkung durch Graf von Oppersdorff.
Die vorgesehene Freistellung des Gebäudes auf einem markanten Platz in der Achse der Antwerpener Straße genehmigte die Berliner Bauverwaltung nicht, sodass die Kirchengemeinde sich auf das Eckgrundstück Seestraße beschränkte. Im Mai 1900 konnten die eigentlichen Bauarbeiten beginnen, nachdem der kaiserliche Kirchenbaufonds die Übernahme weiterer Kosten zugesichert hatte.

Die Einweihung des Kirchengebäudes fand am 25. August 1902 mit einem Festgottesdienst in Gegenwart des Kaisers Wilhelm II., der Kaiserin Auguste Viktoria und des Kronprinzen statt. Hierbei erhielt das Gotteshaus den Namen Kapernaumkirche. Die neue, von der Nazareth-Kirche abgetrennte Gemeinde heißt seit dem Jahr 1903 Kapernaum-Gemeinde. Die Namensvergabe Kapernaum bezieht sich auf den Wohn- und Wirkungsort von Jesus von Nazareth gemäß den Evangelien.

### Kriegsschäden und Veränderungen nach 1945

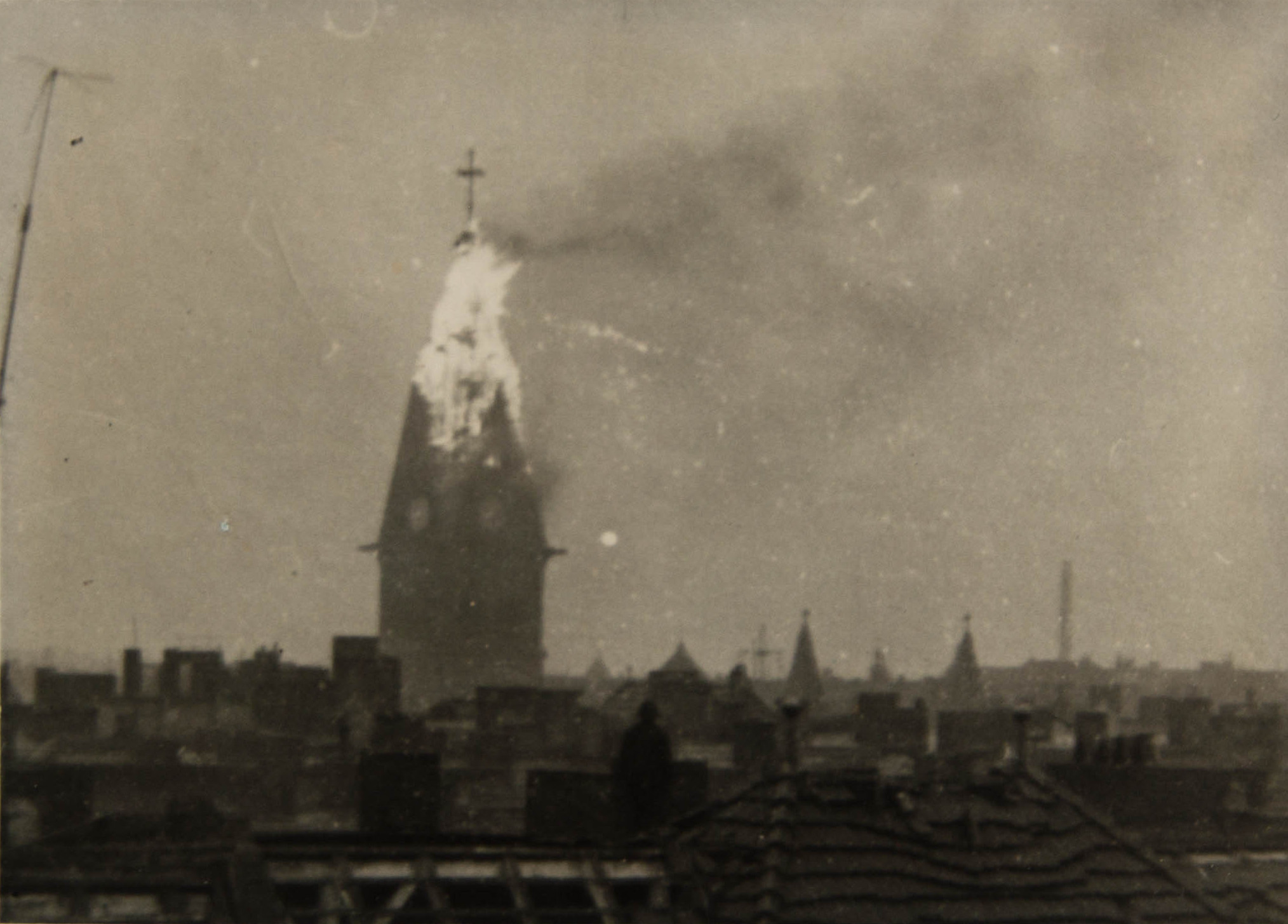
Brennender Kirchturm nach einem Bombenangriff, 1944
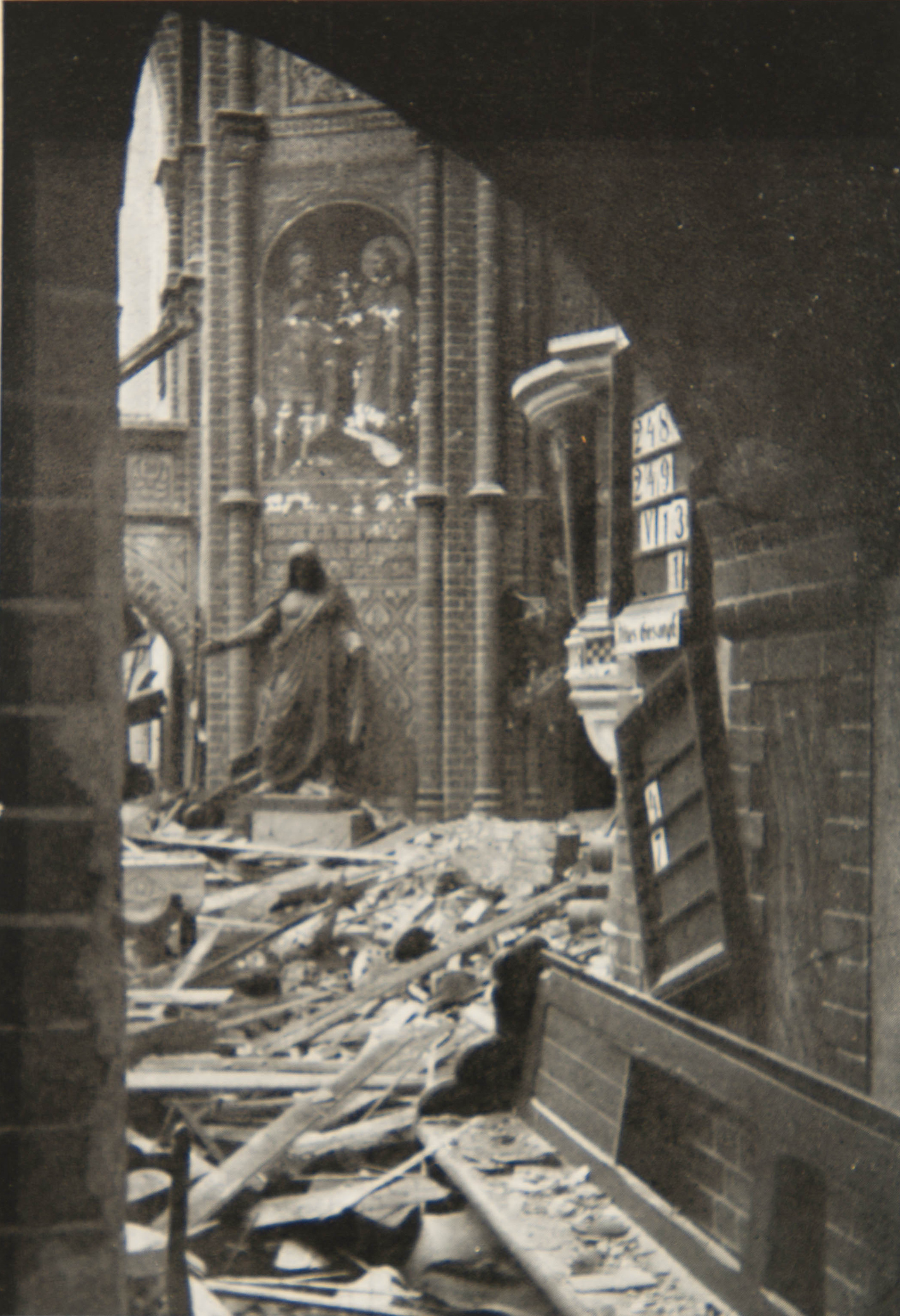
Zerstörter Innenraum nach dem Zweiten Weltkrieg
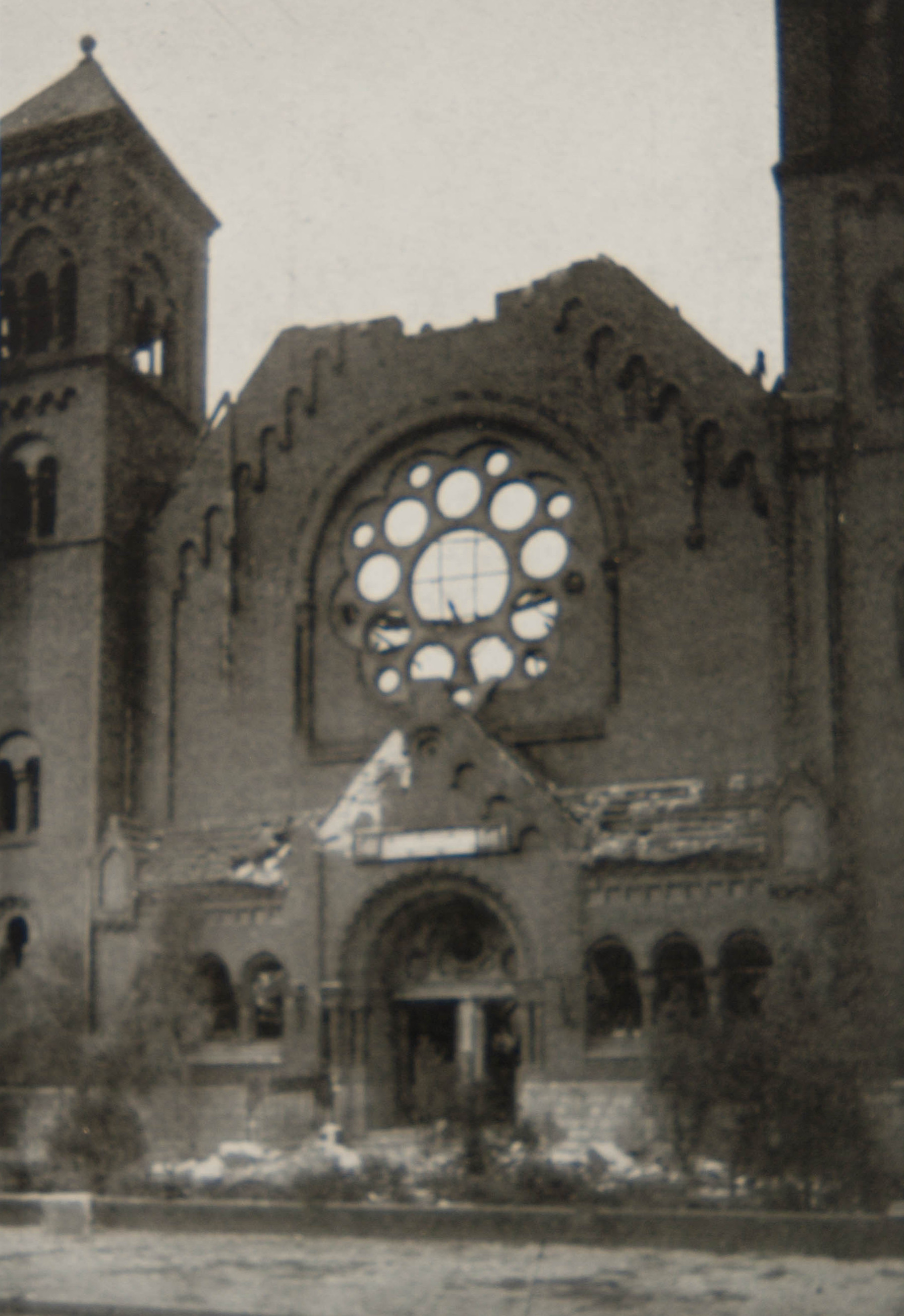
Kapernaumkirche nach dem Zweiten Weltkrieg
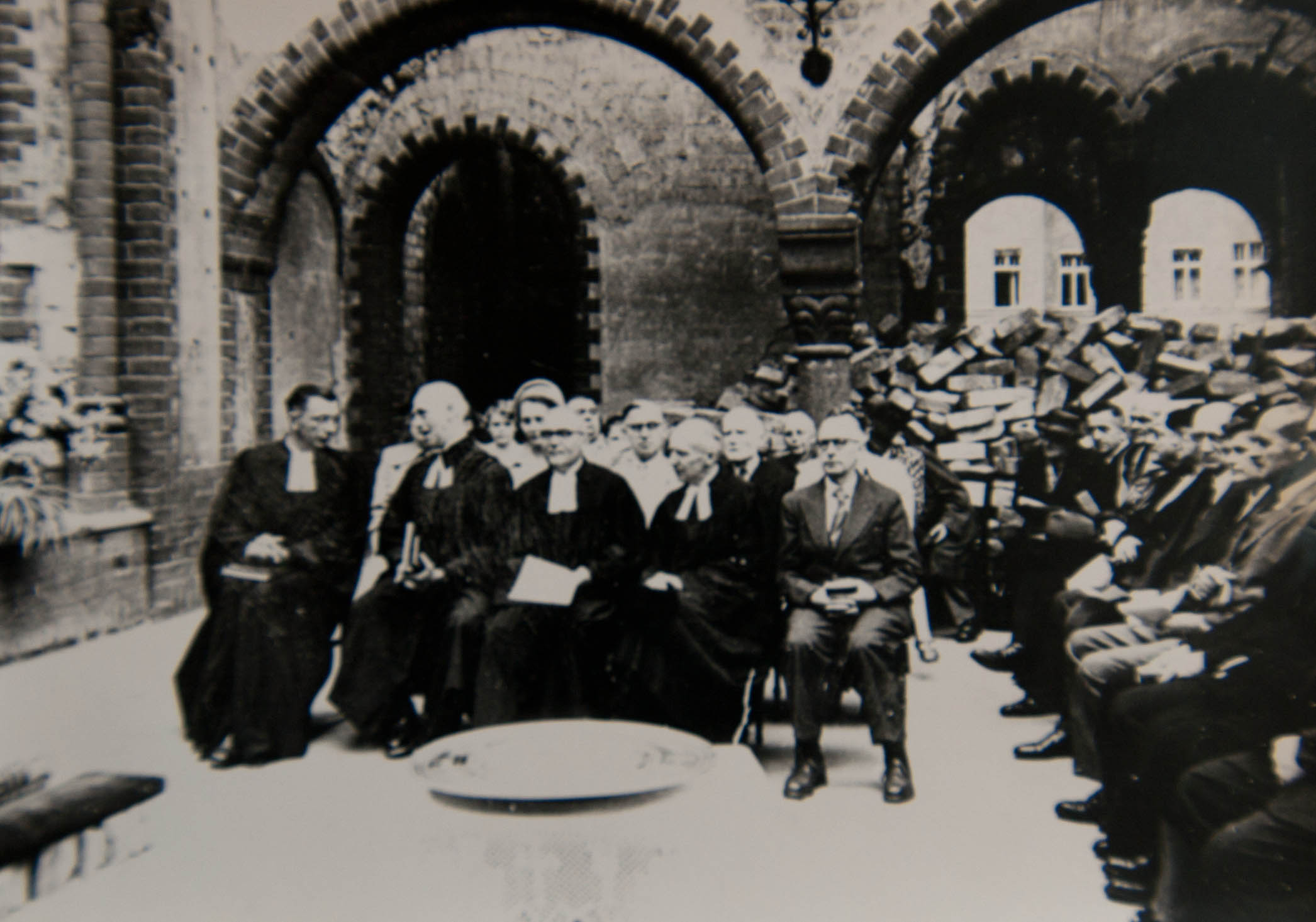
50. Kirchweihfest 1952 in der zerstörten Kirche

Zum Ende des Zweiten Weltkriegs erlitt die Kapernaumkirche im Mai 1944 durch einen Bombentreffer schwere Schäden, der große Eckturm brannte aus. Unter Leitung der Architekten Fritz Berndt und Günter Behrmann erfolgte 1952–1959 ein Wiederaufbau. Dabei wurden äußerlich der Giebel an der Seestraße vereinfacht, die Giebel an den Seitenschiffen entfernt und das Dach des Hauptschiffes neu gedeckt. Der große Eckturm, der zuvor einen Helm in Rautenform aufwies, erhielt ein steiles Satteldach. Fast die gesamte Innenausstattung musste erneuert werden. Am ersten Adventsonntag im Jahr 1959 feierte die Kapernaumgemeinde die Wiedereinweihung ihrer Kirche. Bis dahin fanden die Gottesdienste in dem benachbarten Gemeindehaus statt, gelegentlich auch in der beräumten Kirchenruine.

## Baubeschreibung

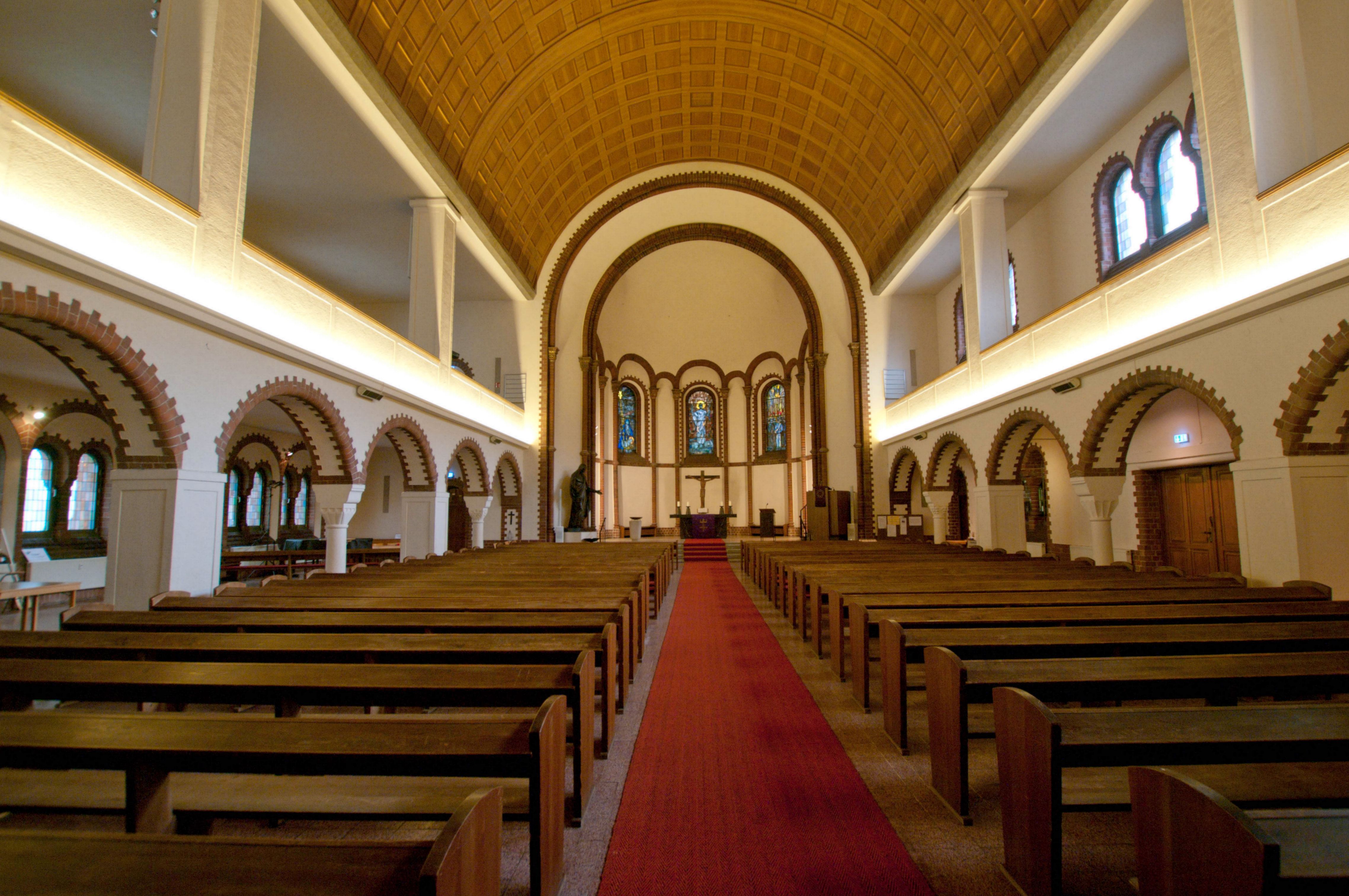
Innenraum, Richtung Altar

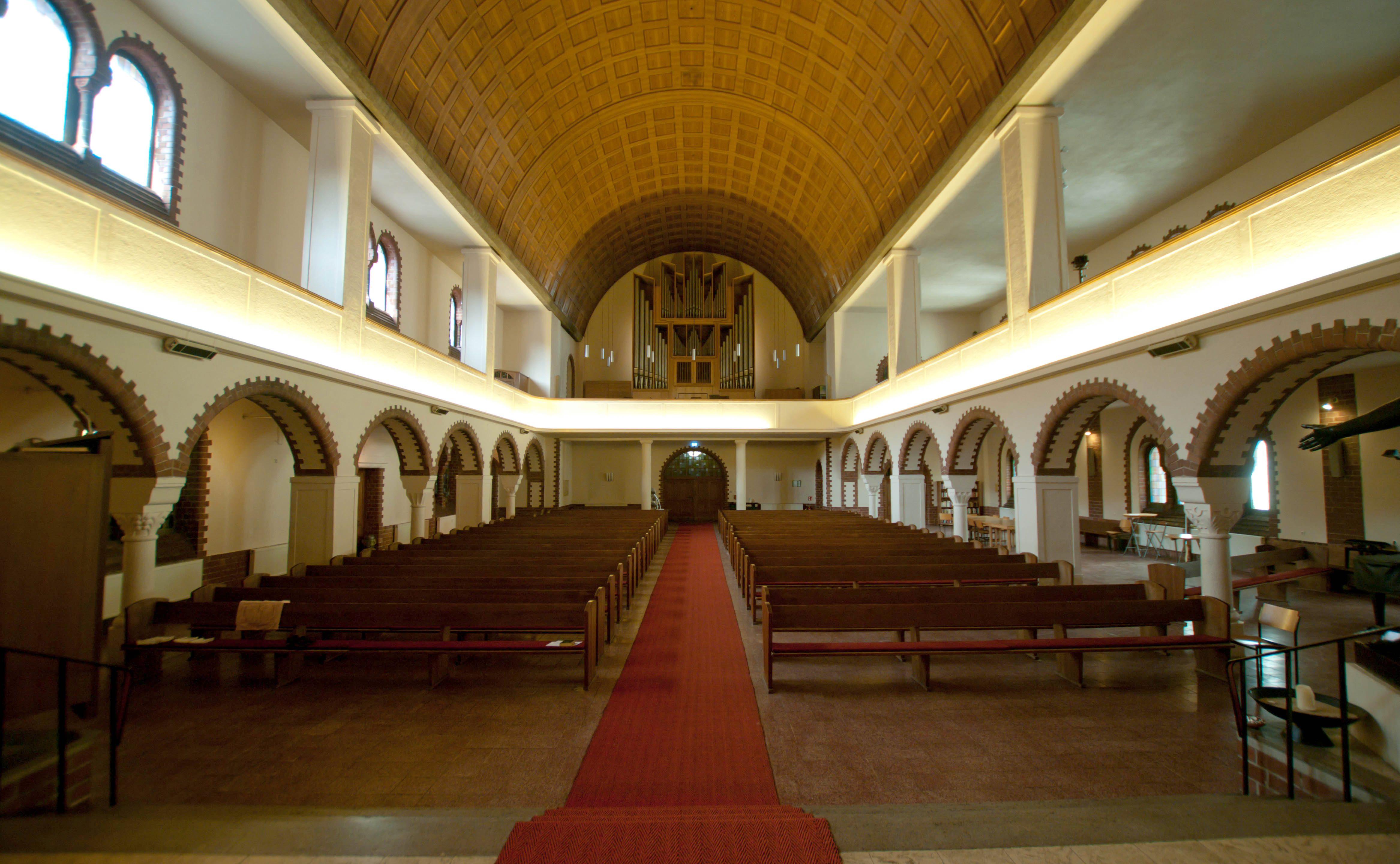
Innenraum, Richtung Orgel

### Kirchenschiffe
Das Kirchengebäude ist ein historistisches gehaltenes Backsteingebäude mit Elementen der Spätromanik und der Gotik mit einem dreischiffigen Langhaus im leicht asymmetrischen Grundriss. Die beiden Seitenschiffe sind unterschiedlich breit, das nordöstliche zur Seestraße bzw. der Hofseite hin ist etwa einen halben Meter breiter als das nordwestliche entlang der Antwerpener Straße. Rundbogenfriese, doppelte romanische Fenster und weiß verputzte Blendfelder gliedern den Baukörper. Das Rundbogenportal wird von Säulen flankiert, denen sich beiderseits eine arkadenartige Fensterreihe anschließt. Säulen, Kapitelle und Friese bestehen aus Ziegelformsteinen. Im Tympanon ist eine Rosette eingebettet. Das im Jahr 1902 eingeweihte Haus war über dem Portal mit einer großen Rosette in der Giebelfläche geschmückt. Seit den 1950er Jahren befindet sich an dieser Stelle ein dreigliedriges Fenster sowie ein darüber mittig in das Mauerwerk eingearbeitetes Kreuz. Die beiden Türme und der breite Giebel beherrschen die Straßenansicht an der Seestraße.
Beide Seitenschiffe bilden die Schaufassade des Kirchengebäudes. Die Längsseiten besaßen drei angesetzte Quergebäude mit je einer großen Fensterrosette in den spitz zulaufenden Giebeln. An der Antwerpener Straße wirkte die breite Portalvorhalle zusammen mit den Quergiebeln wie eine mächtige Basilika. Der Sockel des gesamten Kirchengebäudes ist als Bossenwerk ausgeführt. Zwei seitliche Anbauten zur Aufnahme der Sakristei flankieren die halbrunde Apsis, über denen achteckige symmetrisch angeordnete Chortürme in die Höhe ragen. Eine Zwerggalerie und Rundbogenfenster lassen Licht in den Altarraum. Die in der Infobox enthaltenen Maße des Baukörpers sind grob aus Google Earth abgeschätzt worden. Die Länge gilt vom Nordwestportal bis zur Mitte der Apsisrundung, unter Berücksichtigung der Vorbauten sind es rund 46 Meter. Im Souterrain unter dem Chor befindet sich ein Konfirmandensaal.

### Türme
Beiderseits schließen Ecktürme mit quadratischen Grundrissen das Gebäude ab. Der nordöstliche Kirchturm ist mit rund vier Etagen etwas niedriger, der nordwestliche bildet mit seinen mehr als fünf Geschossen, der Glockengalerie sowie einem größeren und steilen Dach die Dominante des Bauensembles. Die einzelnen Etagen erhalten durch Rundbogenfenster in Zweiergruppen Tageslicht. An den Dachecken sind Wasserspeier angebracht. Die Grundfläche des großen Eckturmes beträgt 7,8 m. × 7,8 m, die des kleineren Turmes neben dem Gemeindehaus kann mit 4,3 m × 4,3 m angegeben werden. Dessen Dach besitzt eine Zeltform. Der mächtige Eckturm trägt eine Turmuhr und das Geläut des Gotteshauses. An seiner Giebelspitze befindet sich ein mehrere Meter hohes metallenes Kreuz.

## Ausstattung

### Kirchenschiffe
Das Mittelschiff war ursprünglich mit einer Holzdecke mit satteldachartigem angehobenen Mittelteil abgeschlossen. Die Seitenschiffe mit Emporen sind flach eingedeckt und werden von Säulen mit Würfelkapitellen getragen. Auf jeweils zwei Säulenbögen ruhte ein weiter Rundbogen. Die Innenwandflächen waren mit aufgemalten Friesen und Ornamenten geschmückt, seit den 1960er Jahren sind sie einfarbig.

### Altarraum

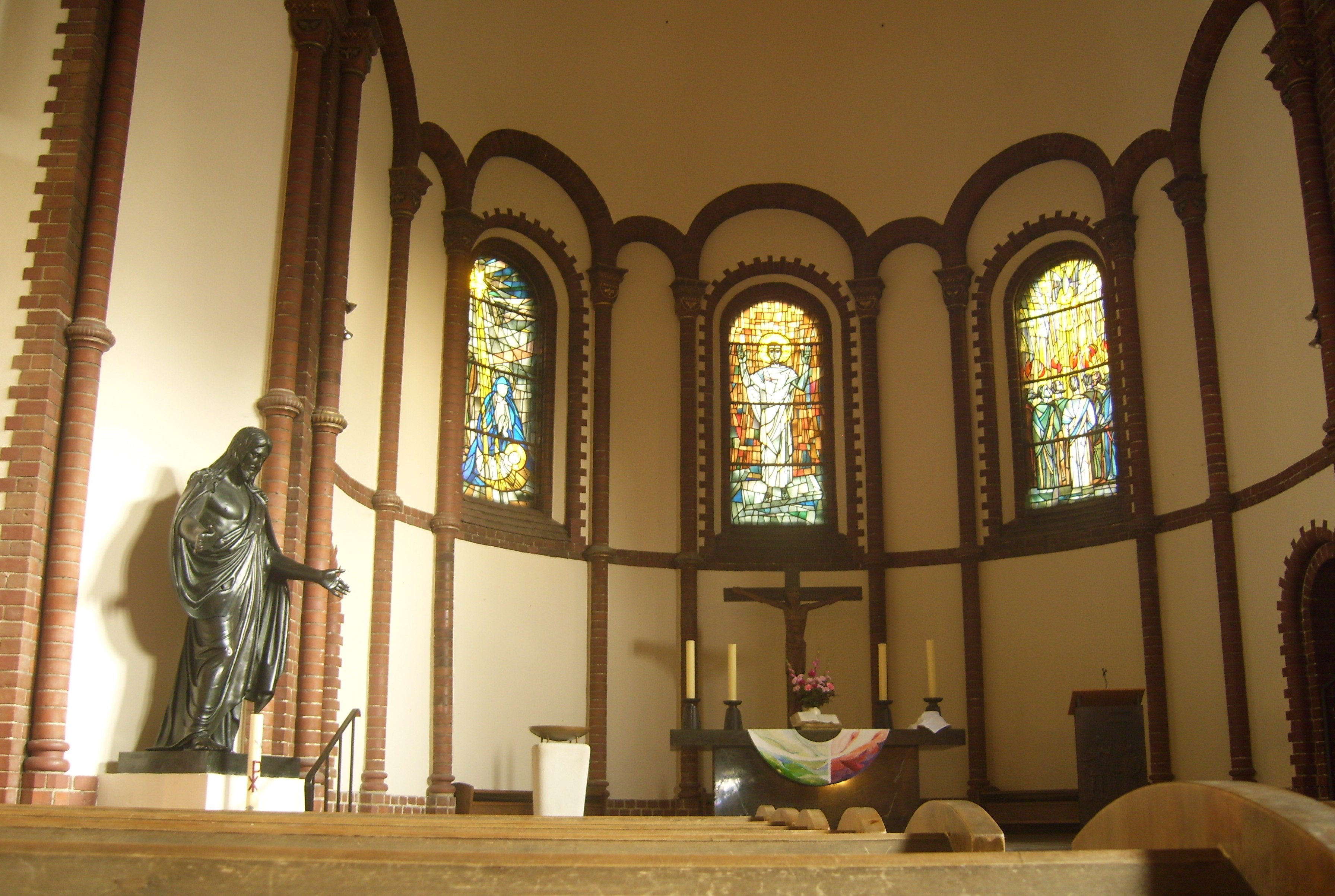
Blick in den Altarraum

Den Chorraum zierte die 1910 gestiftete überlebensgroße Statue des segnenden Christus, die von einem Weddinger Bildgießer einer Skulptur des dänischen Bildhauers Bertel Thorvaldsen nachgebildet wurde. Der zwischen Apsis und Hauptraum eingebaute Bogen zeigte als Wandbild den Hauptmann von Kapernaum vor Christus. Ein darüber befindlicher Ornamentstreifen enthielt eine Sentenz aus der Unendlichen Geschichte „Unser Glaube ist der Sieg, der die Welt überwunden hat“.
Der Altar bestand aus einem schweren Tisch mit einem Aufbau aus weißem Marmor, gerahmt von schwarzen Säulchen. Die Kanzel befand sich an der Südostseite des Apsisbogens.
Die Kriegsschäden verursachten eine weitestgehende Vernichtung der Innenausstattung. Erhalten geblieben ist die Statue des segnenden Christus. Der Künstler Günter Behrmann gestaltete Altar und Kanzel nach 1945 neu. Der neue Altar ist aus graublauem Kunststein gefertigt und äußerst schlicht gehalten. Das hölzerne Kruzifix aus der Werkstatt von Hermann Haase-Ilsenburg, die von Apostelfiguren getragenen Altarleuchter und das Lesepult mit der Darstellung des Hauptmanns von Kapernaum sind nach historischer christlicher Tradition dargestellt. Ambo, Leuchter und Taufschale lieferte Eva Limberg. Der Stein, der die Taufschale trägt, stammt aus den Trümmern der Kaiser-Wilhelm-Gedächtnis-Kirche. Die Kapernaumgemeinde hatte ihn im Jahr 1960 für eine symbolische D-Mark erworben. Das Gemeindemitglied Steinmetzmeister Gerhard K. Lucas hat den Stein als Geschenk für die Gemeinde in der jetzigen Form behauen.

### Decke, Emporen, Fenster
Das Hauptschiff erhielt nach dem Wiederaufbau in den 1950er Jahren eine halbrunde Holzdecke in Form eines Tonnengewölbes. Alle farbigen Ausmalungen verschwanden und die Wände erhielten einen schlichten hellen Anstrich. Die Rundbögen über der Säulenreihe sind durch einfache eckige Stützbauten ersetzt worden.
In der Erstausstattung dominierte starke Farbigkeit die Innenräume, zu der vor allem Buntglasfenster mit figürlichen und Ornamentdarstellungen beitrugen. Die drei Apsisfenster erhielten 1958 farbige Glasmalereien nach Entwürfen von Hermann Kirchberger, ausgeführt von August Wagner. Sie zeigen die Geburt Christi (Weihnachten), die Auferstehung (Ostern) und die Entsendung des Heiligen Geistes (Pfingsten).

### Orgel
Die Kapernaumkirche verfügte bereits bei ihrer feierlichen Eröffnung über eine Orgel; in dem Bericht heißt es „unter Begleitung der Orgel“. Die jetzt vorhandene Orgel wurde 1960 in der Werkstatt von Karl Schuke hergestellt. Sie besteht aus über 3300 Pfeifen, die kleinsten sind nur wenige Zentimeter lang, die größten Pfeifen sind etwa fünf Meter hoch. Der einfache hölzerne Orgelprospekt ist dem schlichten Innenraum gut angepasst worden.

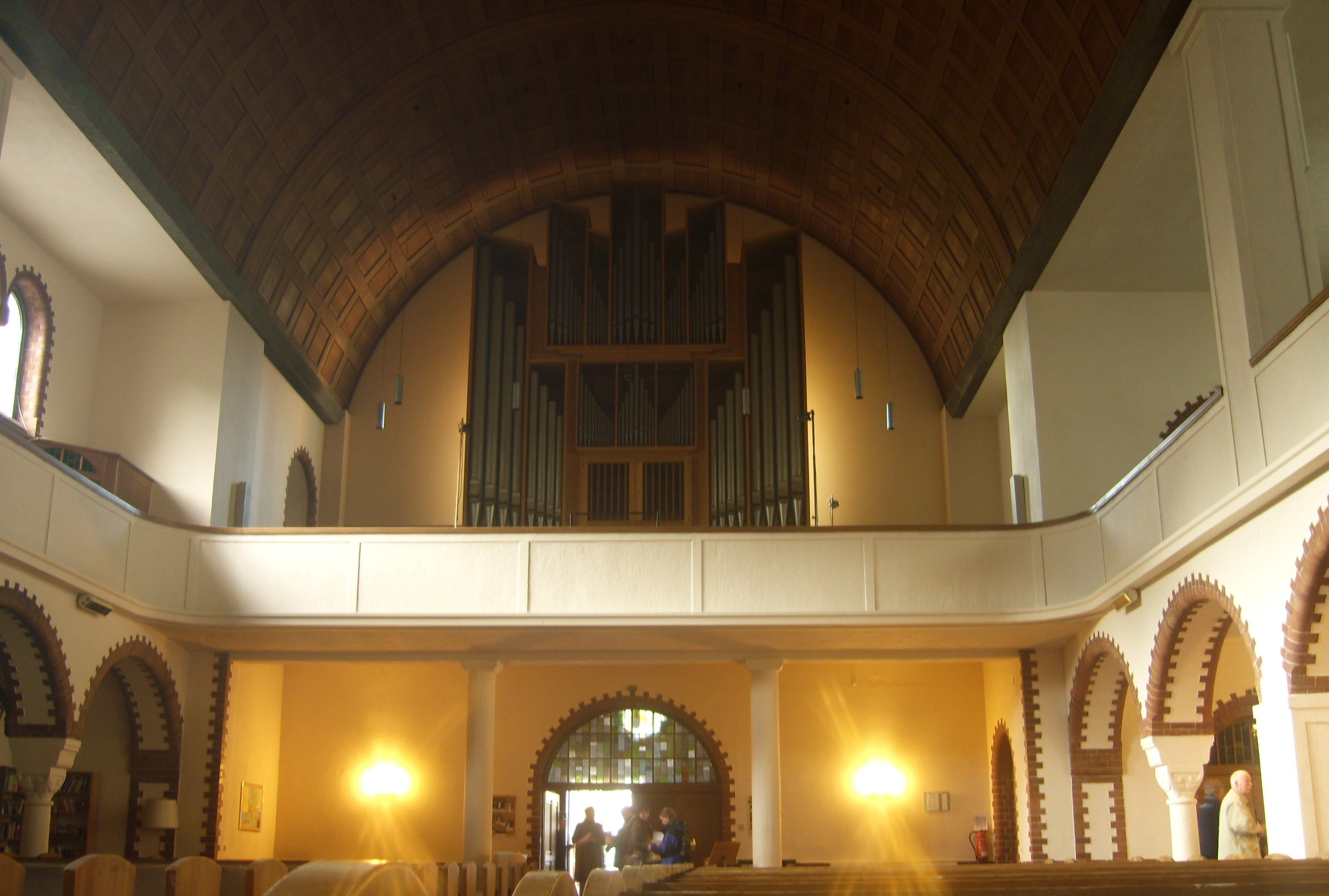
Blick zur Orgel

| Pedal           |     |
| Prinzipal       | 16′ |
| Oktave          | 08′ |
| Oktave          | 04  |
| Gemshorn        | 02′ |
| Rauschpfeife II |     |
| Mixtur IV       |     |
| Fagott          | 32′ |
| Posaune         | 16′ |
| Trompete        | 08′ |
| Trompete        | 04′ |

| Oberwerk        |        |
| Gedackt         | 08′    |
| Quintadena      | 08′    |
| Principal       | 04′    |
| Rohrflöte       | 04′    |
| Kleinflöte      | 02′    |
| Quinte          | 01 ⁄3′ |
| Sesquialtera II |        |
| Scharff IV–V    |        |
| Dulcian         | 16′    |
| Trichterregal   | 08′    |

| Hauptwerk      |        |
| Prinzipal      | 08′    |
| Spitzflöte     | 08′    |
| Octave         | 04′    |
| Flaut traverso | 04′    |
| Nassart        | 02 ⁄3′ |
| Oktave         | 02′    |
| Mixtur V-VI    |        |
| Scharff IV     |        |
| Trompete       | 16′    |
| Trompete       | 08′    |

| Schwellwerk    |     |
| Gedackt        | 08′ |
| Holzflöte      | 04′ |
| Prinzipal      | 02′ |
| Sifflöte       | 01′ |
| Terzian II     |     |
| Oberton II–III |     |
| Cymbel III     |     |
| Vox humana     | 08′ |
| Regal          | 04′ |

## Glocken

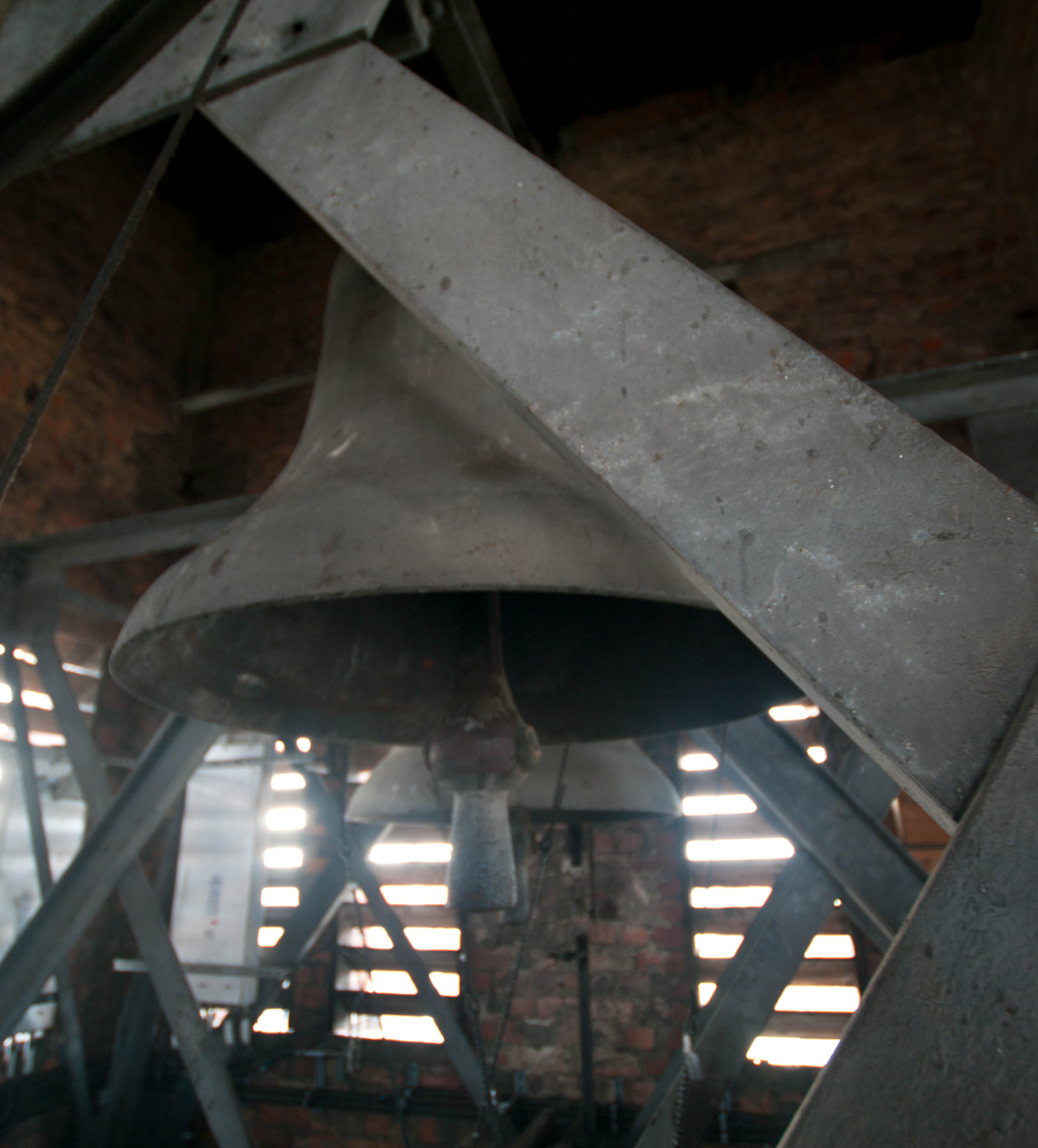
Glocken im Glockenturm

In der achteckigen Glockenstube des großen Eckturms wurde im Jahr 1901 ein Geläut aus drei Gussstahlglocken aufgezogen, gegossen vom Bochumer Verein. Eine Inventarliste der Gießerei enthält folgende Angaben: das Ensemble aus Glocken mit Klöppel, Lager, Achsen und Läutehebel kostete in der Herstellung 4132 Mark. Die gewählten Schlagtöne ergeben einen sehr harmonischen Dreiklang, sodass die Gemeinde im Jahr 1926 ernsthaft erwog, noch eine vierte Glocke in Auftrag zu geben. Das Geld wurde dann jedoch in die Elektrifizierung des Antriebs investiert. Erstaunlicherweise sind weder der Glockenstuhl noch die Glocken bei dem Kriegsbrand zerstört worden, sie konnten bis zum Jahr 1952 restauriert werden und versehen weiterhin zuverlässig ihren Dienst. Im Jahr 1956 wurden neue Läutemaschinen installiert.
| Glocke | Schlagton | Gewicht | Durchmesser | Höhe    | Inschrift                      |
| ------ | --------- | ------- | ----------- | ------- | ------------------------------ |
| 1      | cis'      | 1597 kg | 1574 mm     | 1380 mm | „Wachet“                       |
| 2      | fis'      | 0871 kg | 1260 mm     | 1120 mm | „Stehet im Glauben“            |
| 3      | gis'      | 0619 kg | 1124 mm     | 1005 mm | „Seid männlich und seid stark“ |

Die Aufschriften der Glocken ergeben, hintereinander gelesen, eine Mahnung, die Paulus von Tarsus in seinem 1. Brief an die Gemeinde in Korinth schrieb: „Seid wachsam, steht fest im Glauben, seid mutig, seid stark.“ (1. Korinther 16,13 )

## Gemeindeentwicklung
Zu der Gemeinde gehört die Evangelische Kindertagesstätte Kapernaum, die Jugendarbeit der Evangelischen Jungschaft Wedding sowie ein kirchenmusikalischer Schwerpunkt mit einem Kirchenchor, einem Orchester, einem Posaunenchor und einem Blockflötenchor. Seit 2005 gibt es in der Kapernaumkirche eine Ausgabestelle der Organisation Laib und Seele.